# Hunzikeria coulteri
Hunzikeria coulteri är en potatisväxtart som först beskrevs av Asa Gray, och fick sitt nu gällande namn av W.G. D'arcy. Hunzikeria coulteri ingår i släktet Hunzikeria och familjen potatisväxter. Inga underarter finns listade i Catalogue of Life.